# Школа дипломатичної служби Едмунда А. Волша
Школа дипломатичної служби Едмунда А. Волша (англ. Edmund A. Walsh School of Foreign Service, SFS) — школа міжнародних відносин в Джорджтаунському університеті. Визнана однією з провідних світових шкіл у царині міжнародних відносин, SFS іноді називається як «Вест-Пойнт дипломатичного корпусу США» через велику кількість випускників SFS, які в кінцевому підсумку стали дипломатами. Заснована в 1919 році Едмундом Волшем, SFS на шість років старіша дипломатичної служби уряду США. Але SFS не є виключно дипломатичною академією, її випускники продовжили кар'єру у різноманітних приватних та державних секторах. Визначними випускниками школи є президент США Білл Клінтон, директор ЦРУ Джордж Тенет, король Іспанії Філіп VI та держсекретар США Александер Гейґ.